# FKBP6
FKBP6 (англ. FK506 binding protein 6) – білок, який кодується однойменним геном, розташованим у людей на 7-й хромосомі. Довжина поліпептидного ланцюга білка становить 327 амінокислот, а молекулярна маса — 37 214.
| 10         |  | 20         |  | 30         |  | 40         |  | 50         |
| ---------- |  | ---------- |  | ---------- |  | ---------- |  | ---------- |
| MGGSALNQGV |  | LEGDDAPGQS |  | LYERLSQRML |  | DISGDRGVLK |  | DVIREGAGDL |
| VAPDASVLVK |  | YSGYLEHMDR |  | PFDSNYFRKT |  | PRLMKLGEDI |  | TLWGMELGLL |
| SMRRGELARF |  | LFKPNYAYGT |  | LGCPPLIPPN |  | TTVLFEIELL |  | DFLDCAESDK |
| FCALSAEQQD |  | QFPLQKVLKV |  | AATEREFGNY |  | LFRQNRFYDA |  | KVRYKRALLL |
| LRRRSAPPEE |  | QHLVEAAKLP |  | VLLNLSFTYL |  | KLDRPTIALC |  | YGEQALIIDQ |
| KNAKALFRCG |  | QACLLLTEYQ |  | KARDFLVRAQ |  | KEQPFNHDIN |  | NELKKLASCY |
| RDYVDKEKEM |  | WHRMFAPCGD |  | GSTAGES    |  |            |  |            |

A: Аланін

C: Цистеїн

D: Аспарагінова кислота

E: Глутамінова кислота

F: Фенілаланін

G: Гліцин

H: Гістидин

I: Ізолейцин

K: Лізин

L: Лейцин

M: Метіонін

N: Аспарагін

P: Пролін

Q: Глутамін

R: Аргінін

S: Серин

T: Треонін

V: Валін

W: Триптофан

Задіяний у таких біологічних процесах, як диференціація клітин, сперматогенез, РНК-залежне заглушення генів, мейоз, альтернативний сплайсинг. 
Локалізований у цитоплазмі, ядрі, хромосомах.